# Jabal aḑ Ḑayt
Jabal aḑ Ḑayt är en kulle i Förenade Arabemiraten.   Den ligger i emiratet Fujairah, i den nordöstra delen av landet, 230 kilometer nordost om huvudstaden Abu Dhabi. Toppen på Jabal aḑ Ḑayt är 20 meter över havet.
Terrängen runt Jabal aḑ Ḑayt är huvudsakligen kuperad, men söderut är den platt. Havet är nära Jabal aḑ Ḑayt österut. Närmaste större samhälle är Khawr Fakkān, 14,6 kilometer söder om Jabal aḑ Ḑayt.